# Агеєв Дмитро Володимирович
Агеєв Дмитро Володимирович (нар. 23 квітня 1977, м. Михайлівка, Волгоградська область, РРФСР) — український науковець у галузі інфокомунікацій, професор кафедри інфокомунікаційної інженерії  імені В.В. Поповського Харківського національного університету радіоелектроніки, відповідальний секретар журналу «Проблеми телекомунікацій», доктор технічних наук, професор.

## Біографія
Дмитро Агеєв народився 23 квітня 1977 року у місті Михайлівка Волгоградської області, РРФСР.
Він завершив навчання у Харківському державному технічному університеті радіоелектроніки в 1999 році й одразу вступив до аспірантури.
З 2002 року він працює на кафедрі телекомунікаційних систем (нині — кафедра інфокомунікаційної інженерії імені В. В. Поповського) Харківського національного університету радіоелектроніки спочатку як асистент (2002), потім старшого викладача (з 2003 по 2006 роки), доцента (з 2006 по 2012 роки) та професора.
2003 року ним була захищена дисертація на здобуття наукового ступеню кандидата технічних наук.
2011 року він захистив докторську дисертацію.

## Наукова робота
До сфери його наукових інтересів входять:
- структурно-параметричний синтез накладених мультисервісних мереж;
- самоподібний трафік;
- імітаційне моделювання телекомунікаційних систем[4].

Він є членом спеціалізованої вченої ради Д 26.861.01 по захисту дисертацій на здобуття наукового ступеня доктора (кандидата) технічних наук
Також він заступник голови IEEE конференції «Problem of Infocommunications. Science and Technology» та член програмного комітету IEEE конференцій "Radio Electronics & Info Communications (UkrMiCo).

## Творчий доробок
Дмитро Агеєв є автором понад 200 публікацій та 6 патентів.

## Нагороди
- премія Президента України для молодих вчених (2012);
- стипендія Кабінету Міністрів України для молодих вчених (2011);
- дипломант XV обласного конкурсу «Вища школа Харківщини – кращі імена» у номінації «Науковець» (2013);
- стипендія Харківської обласної державної адміністрації ім. Г. Ф. Проскури в галузі технічних наук для молодих вчених (2007).